# John Riggs

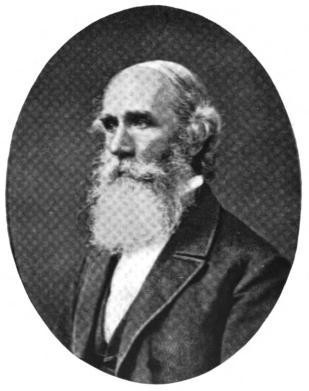
John Riggs

John Mankey Riggs  (25 de outubro de 1811 - 11 de novembro de 1885) foi um dentista estadunidense. Era considerado a principal autoridade nos Estados Unidos sobre a doença periodontal e seu tratamento, a ponto de a periodontite ser conhecida como a "doença de Riggs". Ele nasceu em Seymour, Connecticut, e se graduou pela Baltimore Colege Surgery em 1854. Ele exerceu sua profissão em Hartford, Connecticut, onde morreu no dia 11 de novembro de 1885.
Riggs parece ter sido o primeiro indivíduo a limitar sua prática em periodontite e por isso pode ser considerado o primeiro especialista neste campo. Entretanto, as publicações de Riggs são limitadas. Em uma publicação de 1876, Riggs era um forte oponente da chamada abordagem da terapia periodontal, desenvolvendo o conceito da profilaxia oral e prevenção, defendendo a limpeza bocal e se opondo à cirurgia, a qual nessa época consistia em ressecção da gengiva.
Riggs e seus discípulos tinham grande influência na profissão de dentistas. Entre os seguidores de Riggs estavam L. taylor, D. D. Smith, R. B. Adair e W. J. Younger. Muitas publicações de seguidores e contemporâneos de Riggs descreviam o aspecto clínico e o tratamento da doença periodontal, este último fundamentado principalmente em medidas de higiene.